# Anolis marmoratus
Anolis marmoratus (гваделупський аноліс) — вид ігуаноподібних ящірок родини анолісових (Dactyloidae). Ендемік Гваделупи.

## Підвиди
Виділяють сім підвидів:
- Anolis marmoratus alliaceus Cope, 1864 — центральні гірські райони острова Бас-Тер;
- Anolis marmoratus caryae Lazell, 1864 — острівці Тер-де-Ба[en] та Ле-Сент;
- Anolis marmoratus girafus Lazell, 1864 — підвітряне узбережжя острова Бас-Тер, сусідні острівці;
- Anolis marmoratus inornatus Lazell, 1864 — північ острова Гранд-Тер, острівець Маку[fr];
- Anolis marmoratus marmoratus Duméril & Bibron, 1837 — рівнина Капестерр на південному сході острова Бас-Тер;
- Anolis marmoratus setosus Lazell, 1864 — північне узбережжя острова Бас-Тер;
- Anolis marmoratus speciosus (Garman, 1887) — південний захід острова Гранд-Тер, сусідні острівці.

## Поширення і екологія
Гваделупські аноліси мешкають на Гваделупі в групі Малих Антильських островів. Вони живуть в різноманітних природних середовищах, зокрема у вологих і сухих тропічних лісах, в прибережних заростях, на плантаціях і в садах, на висоті до 900 м над рівнем моря. Відкладають яйця.